# Bidovce
Bidovce (in ungherese Magyarbőd) è un comune della Slovacchia facente parte del distretto di Košice-okolie, nella regione di Košice.